# 吴海波
吴海波（1960年4月—），江苏沭阳人，汉族，中国共产党党员。中华人民共和国政治人物、第十三届全国人民代表大会解放军和武警部队代表。

## 生平
2018年，吴海波被选为解放军和武警部队出席第十三届全国人民代表大会代表。